# Abri des Figuras Diversas
L'Abri des Figures diverses est un site d'art rupestre situé dans la commune d'Albarracín (comarque de la Sierra de Albarracín), dans la province de Teruel, en Aragon, en Espagne,.
Cet abri sous roche, qui abrite des peintures rupestres appartenant au style de l'art schématique ibère, fait partie de l'ensemble dénommé Art rupestre du bassin méditerranéen de la péninsule Ibérique, inscrit au Patrimoine mondial par l'Unesco en 1998 (sous la référence 874-601). Il est protégé comme Bien d'Intérêt Culturel depuis 1996 (cote RI-51-0009456).

## Situation

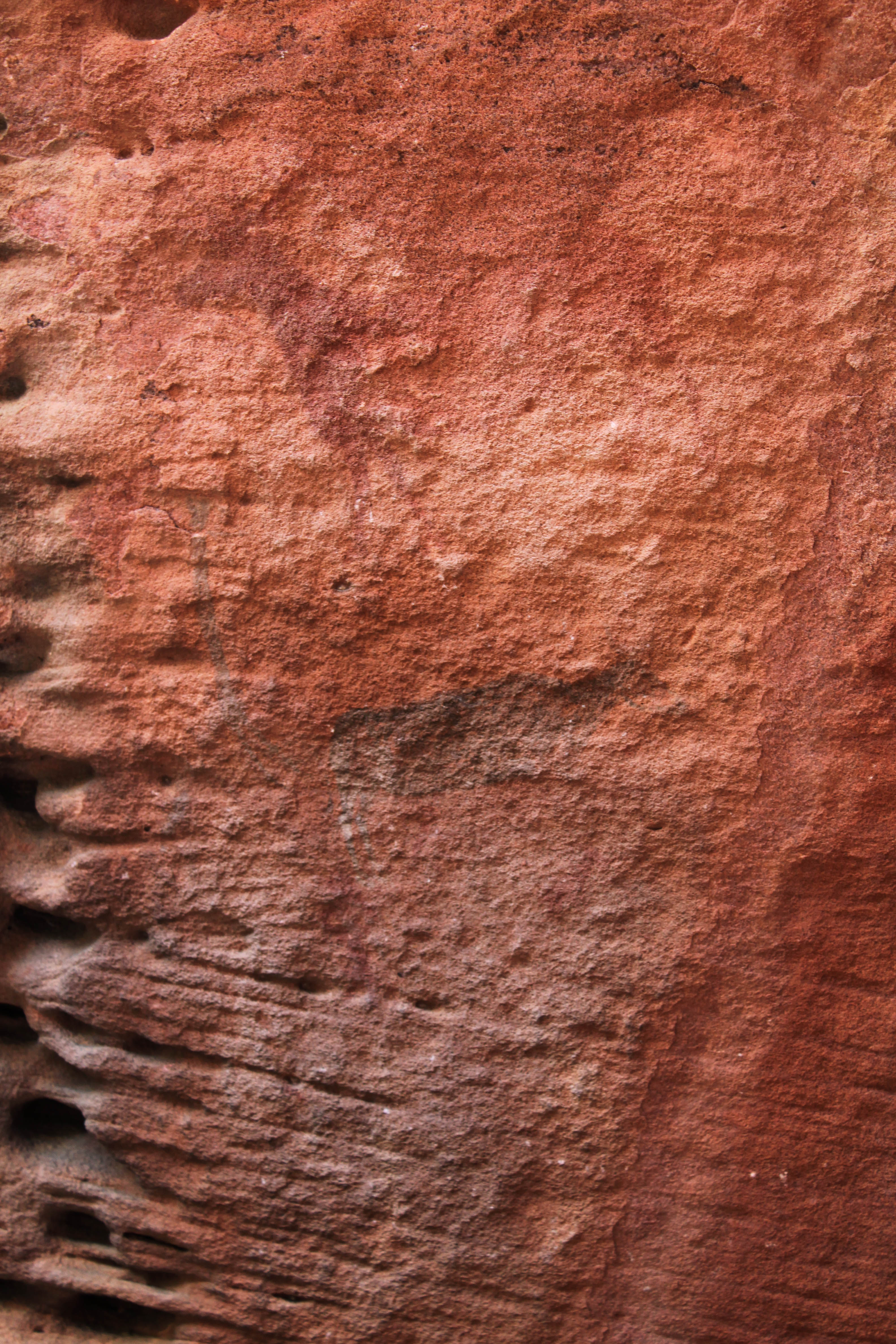
Vue de la fresque de l'abri

L'abri des Figures diverses se trouve dans la Sierra d'Albarracín, dans la zone du Paysage protégé des Pinares de Rodeno du parc culturel d'Albarracín.

## Historique
L'abri a été découvert en 1971 par les allemands Kart et Elfriede Heidelauf.

## Description
L'abri ne possède qu'un seul petit panneau de 50 × 30 cm, représentant des anthropomorphes, un cerf élaphe et un taureau. Il daterait du Néolithique ancien.

## Alentours
Le sentier dit Arrastradero commence au niveau du parking et permet, dans un parcours circulaire de 2,5 km, de visiter l'abri du Arquero de los Callejones Cerrados, l'abri du Cerf, l'abri du Medio Caballo, l'abri des Dos Caballos et l'abri de la Cocinilla del Obispo.